# Ле-Шамбон
Ле-Шамбо́н (фр. Le Chambon, окс. Lo Chambon) — коммуна во Франции, находится в регионе Рона — Альпы. Департамент коммуны — Ардеш. Входит в состав кантона Ле-Шейлар. Округ коммуны — Турнон-сюр-Рон.
Код INSEE коммуны — 07049.
В состав коммуны входят деревни Белеак, Дарнепессак и Никуль.

## Население
Население коммуны на 2008 год составляло 55 человек.
| 1962 | 1968 | 1975 | 1982 | 1990 | 1999 | 2008 |
| ---- | ---- | ---- | ---- | ---- | ---- | ---- |
| 211  | 150  | 97   | 94   | 83   | 74   | 55   |

## Экономика

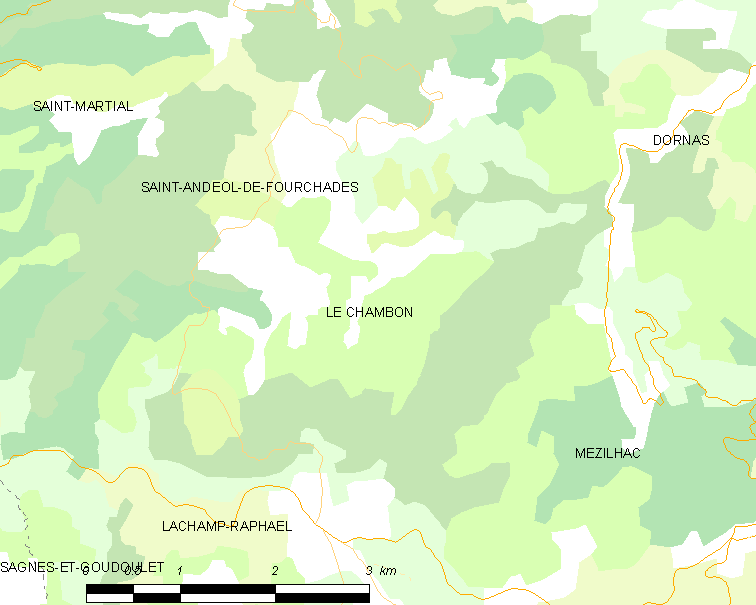
Карта коммуны

В 2007 году среди 29 человек в трудоспособном возрасте (15—64 лет) 13 были экономически активными, 16 — неактивными (показатель активности — 44,8 %, в 1999 году было 69,0 %). Из 13 активных работали 12 человек (9 мужчин и 3 женщины), безработным был 1 мужчина. Среди 16 неактивных 2 человека были учениками или студентами, 8 — пенсионерами, 6 были неактивными по другим причинам.

## Достопримечательности
- Церковь, построенная в 1851 году